# (12426) Racquetball
(12426) Racquetball est un astéroïde de la ceinture principale.

## Description
(12426) Racquetball est un astéroïde de la ceinture principale. Il fut découvert le 14 novembre 1995 à Haleakala par l'observatoire AMOS. Il présente une orbite caractérisée par un demi-grand axe de 2,36 UA, une excentricité de 0,07 et une inclinaison de 3,6° par rapport à l'écliptique.

## Compléments